# دانشگاه استکهلم
دانشگاه استکهلم (انگلیسی: Stockholm University; سوئدی: Stockholms universitet) یک دانشگاه تحقیقاتی دولتی در شهر استکهلم سوئد است. این دانشگاه بیش از ۲۷،۵۰۰ دانشجو در چهار دانشکده دارد و یکی از بزرگترین دانشگاه‌های اسکاندیناوی است. این موسسه به کرات به عنوان یکی از ۱۰۰ دانشگاه برتر در جهان شناخته شده‌است. عنوان دانشگاه در سال ۱۹۶۰ به این موسسه اعطا شد و بنابراین چهارمین دانشگاه قدیمی سوئد محسوب می‌شود.
دانشگاه استکهلم در پایتخت کشور سوئد قرار گرفته و حوزه مرکزی برای آموزش تحصیلات عالی تکمیلی و پژوهشی در رشته‌های حقوق، علوم طبیعی، علوم اجتماعی، و کانونی برای ایفای نقش پژوهشگران بین‌المللی است. دانشگاه استکهلم یکی از بزرگترین دانشگاه‌های سوئد و یکی از بزرگترین کارفرماها در پایتخت کشور است. مردم بسیاری از ملیت‌های گوناگون، با تماس در سراسر جهان در آفرینش جوی بین‌المللی در دانشگاه استکهلم کمک می‌کنند. کلاس‌های دانشگاه استکهلم از تجهیزات کامل برخوردار بوده، سالن‌های سخنرانی و سالن اجتماعات «مّگنا» نام سالن کنفرانس دانشگاه است که مجهز به دستگاه‌های مدرن ترجمه همزمان است از این رو سالنی است که سخنرانی‌های برندگان جوایز نوبل در آن برگزار می‌گردد.
دانشگاه استکهلم برای خدمتگزاران دولتی و حکومتی در سراسر دنیا که در زمینه‌های مختلف مشغول به کارند براساس نیازهای ویژهٔ حرفه‌ای در رشته‌های دلخواه و مورد نیاز شان طبق سفارش و مشخصات درخواست شده در دوره‌های مختلف مدیریت رهبری و زمامداری آموزش عالی می‌دهد. سیستم دست و دل باز رفاه اجتماعی در سوئد و چگونگی بر پا نگاه داری گسترده محیط زیست کشور پی در پی به عنوان الگوی بین‌المللی نشان داده شده‌است. سوئد بخاطر داشتن مدیریت رهبری و اجرائی و اداری ثمر بخش و باز خود شهرت داشته، و خدمات و ایده‌های صادراتی خود را برای بهبود کشورهای مختلف آموزش داد ه‌است. برای مثال: ایجاد بنیادهایی چون (بنیاد فریاد رس مردم) آموزش مأمورینی است که کارشان رسیدگی به شکایات مردم علیه دولت و مراجع دولتی است. همه این‌ها سوئد را سر منزل محبوبی می‌کند برای زمام داران و رهبران بخش دولتی در سراسر گیتی که هدفشان تحقق بخشیدن به پیشرفت و تکامل بیشتر در طرز اداره و سرپرستی دستگاه حکومتی در زمینه‌های گوناگون در کشورهای مربوطه خودشان است.
دانشگاه استکهلم می‌تواند به دانش پژوهان خارجی که در بخش‌های دولتی کار می‌کنند با مشخصات سفارش شده که ویژه شغلی آن‌ها است خدمات آموزشی گسترده‌ای را عرضه کند چون بر اساس این مشخصات است که سوئد در دنیا پر آوازه‌است. دانشگاه استکهلم برای ارائه چنین خدمات آموزش عالی تکمیلی جایگاه یگانه‌ای را دارا می‌باشد. ساختمان مدرن دانشگاه در محیط سر سبز و پر دشتی قرار گرفته‌است که اولین پارک طبیعی و ملی دنیا است که در داخل پایتخت کشور قرار دارد. دانش پژوهان ا ز اینکه هم به ملی‌ترین نهادهای آموزشی ـ اجرائی وابسته به کشور دسترسی دارند خوشحالند و هم از این که زندگی آن‌ها به فرهنگ غنی در پایتخت کشور نزدیک بوده آمیخته از لذت است چون برای رسیدن به مرکز استکهلم تنها ده دقیقه زمانی است.
دانشگاه استکهلم بیش از هفتاد دانشکده را در خود جای داده که در بسیاری از آن‌ها دوره‌های آموزشی به زبان انگلیسی برگزار می‌شود و دانشجویان بین‌المللی بسیاری در آن‌ها به تحصیل مشغولند. با اینهمه بیشتر دوره‌های آموزشی با این ویژگی شامل کارشناسی ارشد و دکترا می‌شوند و بیشتر دوره‌های لیسانس در دانشکده‌های مختلف دانشگاه استکهلم به زبان سوئدی در جریان هستند.
منطقه‌ای که محوطه اصلی دانشگاه استکهلم در آن واقع شده و شامل بیشتر دانشکده‌های آن نیز می‌شود به کمپس فرسکاتی معروف است که در طول ۲۰۰ سال گذشته به منظور فعالیت‌های علمی و تحقیقاتی و آموزشی مورد استفاده قرار گرفته اما پیش از آن یک منطقه متعلق به خاندان سلطنتی بوده و تا سال‌ها از آن به عنوان پارک تفریح پادشاه استفاده شده‌است. نام فرسکاتی نیز از زمانی به این منطقه داده شد که شاه گوستاو سوم در سفر خود به ایتالیا از شهری به همین نام بازدید کرد. بعد از آن بود که نامگذاری مکان‌های مختلف در این بخش از استکهلم به زبان ایتالیایی کمی مرسوم شد.
دانشکده علوم کامپیوتر و سیستم‌های دانشگاه استکهلم در کیستا واقع شده‌است. این دانشکده در سال ۱۹۶۶ تأسیس گردید و یکی از قدیمی‌ترین دانشکده‌های کامپیوتر در سوئد است. این دپارتمان زیر مجموعه بخش علوم اجتماعی دانشگاه استکهلم است و یکی از پیشروترین مراکز در زمینه علوم کامپیوتر و سیستم‌ها به شمار می‌رود.
۳ تن از استادان این دانشگاه تاکنون برنده جایزه نوبل بوده‌اند.

## نگارخانه

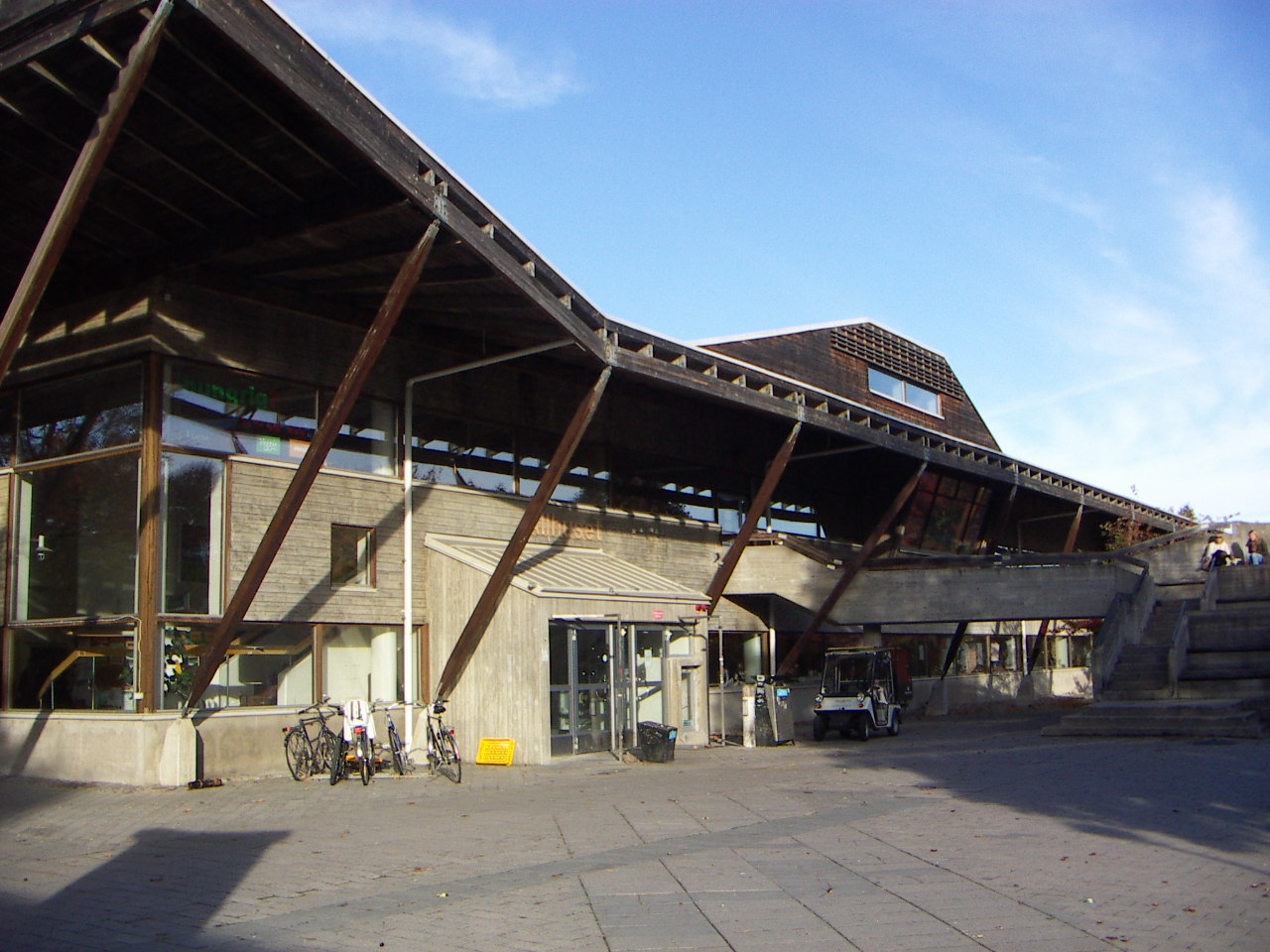
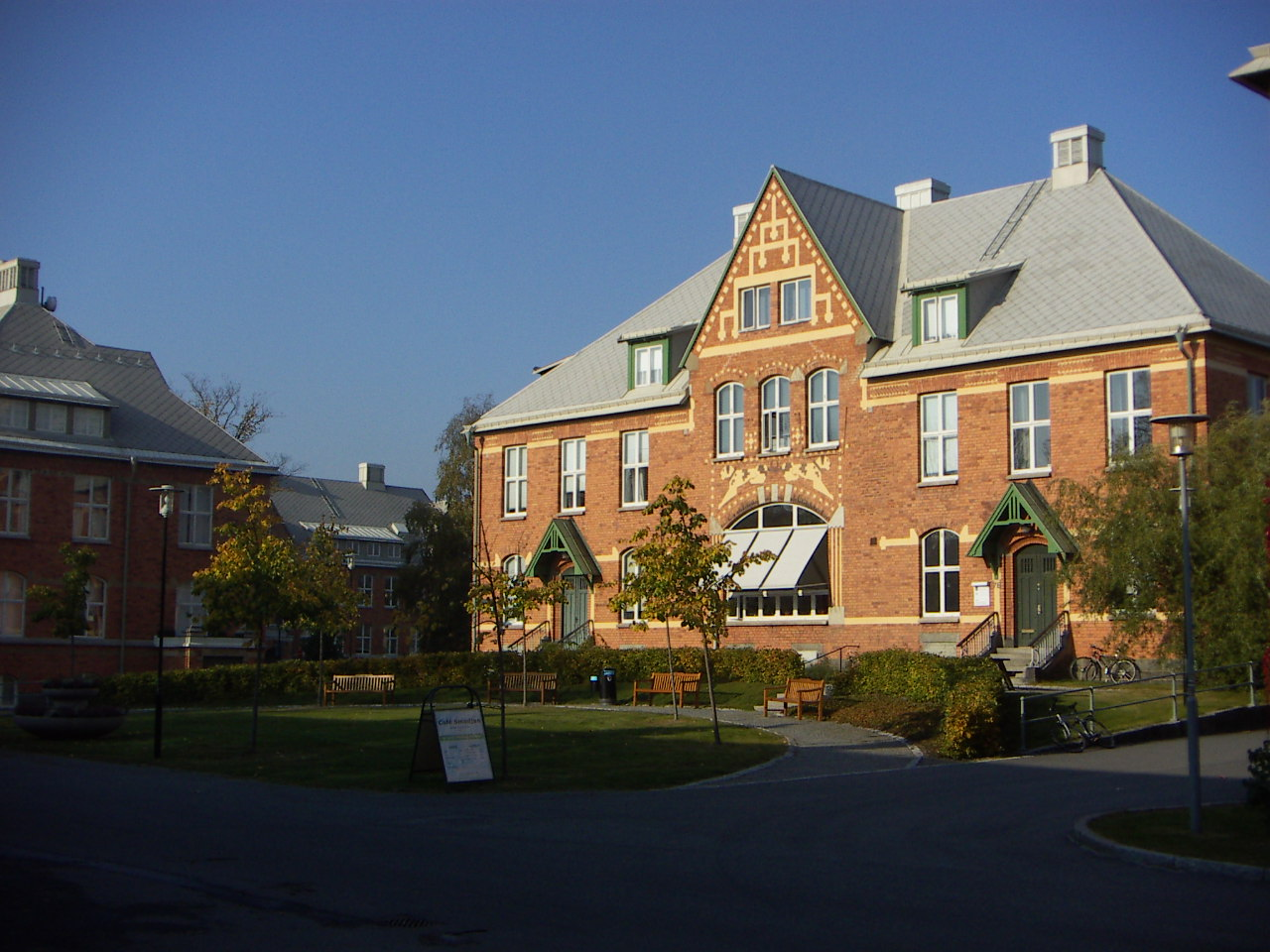
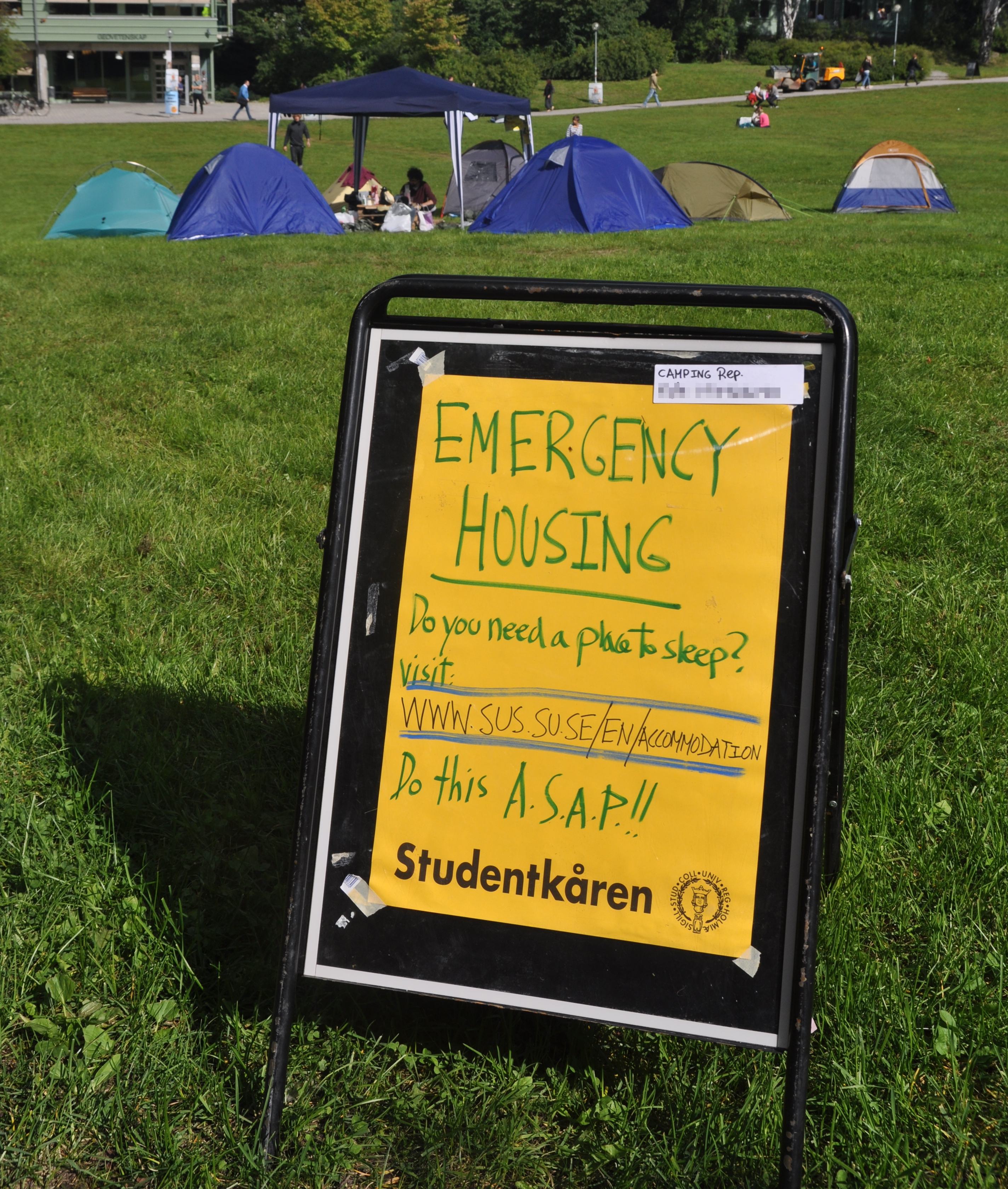